# Marcel Stecker
Marcel Stecker (28. listopadu 1924, Praha – 14. srpna 2011) byl český malíř, ilustrátor, grafik a pedagog.

## Život
Marcel Stecker ukončil roku 1951 pod vedením profesora Františka Tichého Vysokou školu uměleckoprůmyslovou v Praze. Od roku 1954 pracoval jako vedoucí výtvarník v propagačním podniku Merkur, ilustroval knihy (především pro děti a mládež) různých nakladatelství (SNDK a Albatros, Mladá fronta a další) a také dětské časopisy (Mateřídouška, Sluníčko). Byl činný též v oboru užité grafiky a kresleného filmu. V letech 1975–1981 přednášel dějiny umění na Fakultě žurnalistiky Univerzity Karlovy. Vystavoval na mnoha domácích i zahraničních výstavách.

## Z knižních ilustrací

### Česká a slovenská literatura
- Peter Brežný: V sobích krajoch (1961).
- Rudolf Čechura: Abeceda důvtipu (1979).
- Rudolf Čechura: Robot na scestí (1988).
- Rudolf Čechura: 5 případů Sherlocka Holmese (1990).
- Břetislav Hartl: Fotografie pro Aristotela: prvá setkání s filosofií (1964).
- Vítězslav Houška: 136 briliantů (1963).
- František Kožík: Pírinka (1994).
- Věra Provazníková: Vousy od medu (1982).
- Vladimír Thiele: Báchorky Admirála Machorky (1966).
- Vladimír Thiele: Krásné léto v Orlím srubu (1966).
- Inna Veselá: Černobílé otazníky: Učebnice šachu pro mládež (1973).

### Světová literatura
- Richmal Cromptonová: Jirka a špion (2001).
- Richmal Cromptonová: Jirka a Vánoce (2002).
- Richmal Cromptonová: Jirka dvojčetem (2002).
- Richmal Cromptonová: Jirkův napravuje křivdy (2000).
- Richmal Cromptonová: Jirka na stopě (2000).
- Richmal Cromptonová: Jirkův perný den (1999).
- Richmal Cromptonová: Jirka, postrach rodiny (1998).
- Richmal Cromptonová: Jirka v hlavní roli (1999).
- Richmal Cromptonová: Jirka v ráži (1989).
- Richmal Cromptonová: Jirka vynálezcem (2001).
- Richmal Cromptonová: Jirka za školou (1999).
- Branko Ćopić: Partyzánské příběhy (1962).
- Bratři Grimmové: Červená Karkulka [a jiné pohádky] (1981).
- Åke Holmberg: Detektiv Sventon se ujímá případu (1975).
- Cezar Petrescu: Lední medvěd Fram (1975).
- Edgar Allan Poe: Zlatý skarabeus a jiné povídky (1959).
- Romain Rolland: 14. červenec (1945), frontispis.
- Mark Twain: Milionová bankovka (1999).
- Mark Twain: Tom Sawyer na cestách (1999).
- Mark Twain: Tom Sawyer detektivem (1999).